# Klinci (miasto Valjevo)
Klinci (cyr. Клинци) – wieś w Serbii, w okręgu kolubarskim, w mieście Valjevo. W 2011 roku liczyła 233 mieszkańców.